# 蒙山镇 (上高县)
蒙山乡，是中华人民共和国江西省宜春市上高县下辖的一个乡镇级行政单位。

## 行政区划
蒙山乡下辖以下地区：
抗头村、月星村、芦家田村、钧石塘村、肖坊村、楼下村、浒江村、富坑村、潢里村、清湖村、小上村和小下村。